# Abag
Abag tiếng Trung: 阿巴嘎旗; bính âm: Ābagā Qí, Hán Việt: A Ba Ca kỳ) là một kỳ của minh Xilin Gol (Tích Lâm Quách Lặc), khu tự trị Nội Mông Cổ, Trung Quốc.

### Trấn
- Biệt Lực Cổ Đài (别力古台镇)
- Tra Can Náo Nhĩ (查干淖尔镇)
- Hồng Cách Nhĩ Cao Lặc (洪格尔高勒镇)

### Tô mộc
- Na Nhân Bảo Lạp Cách (那仁宝拉格苏木)
- Cát Nhĩ Dát Lãng Đồ (尔嘎朗图苏木)
- Y Hoà Cao Lặc (伊和高勒苏木)